# أولغا كاليوزهنايا
أولغا كاليوزهنايا (بالروسية: Ольга Калюжная)‏ مواليد 19 ديسمبر 1982 في الاتحاد السوفيتي، هي لاعبة كرة مضرب روسية سابقة. أعلى تصنيف لها في الفردي كان المركز الـ 202 في سنة 2003. أعلى تصنيف لها في الزوجي كان المركز الـ 362 في سنة 2003.

## النهائيات

### الزوجي: 3 (0–3)
| الحصيلة | الرقم | التاريخ        | الدورة            | الأرضية | الشريك              | المنافس في النهائي            | النتيجة  |
| الوصافة | 1.    | 6 أبريل 2002   | مونتيري، المكسيك  | صلبة    | ماريا فرناندا ألفيس | ميليسا اريفالو فانيسا مينغا   | 2–6, 1–6 |
| الوصافة | 2.    | 19 أغسطس 2002  | ماريبور، سلوفينيا | ترابية  | اليونا بوندارينكو   | تينا هرجولد إستر مولنار       | 1–6, 1–6 |
| الوصافة | 3.    | 20 فبراير 2012 | تالين، إستونيا    | صلبة    | جيمي-غيل فان دي وول | لو برولو أليكساندرا ساسنوفيتش | 3–6, 2–6 |

## روابط خارجية
- أولغا كاليوزهنايا على موقع رابطة محترفات التنس (الإنجليزية)
- أولغا كاليوزهنايا على موقع الاتحاد الدولي لكرة المضرب (الإنجليزية)